# Ctenocidaris speciosa
Ctenocidaris speciosa is een zee-egel uit de familie Ctenocidaridae.
De wetenschappelijke naam van de soort werd in 1910 gepubliceerd door Theodor Mortensen.